# 圖里亞龍類
圖里亞龍類（Turiasauria）是一個基礎蜥腳下目恐龍的未定位演化支，所知來自歐洲、北美洲、非洲的侏儸紀中期至白堊紀早期地層。

## 敘述

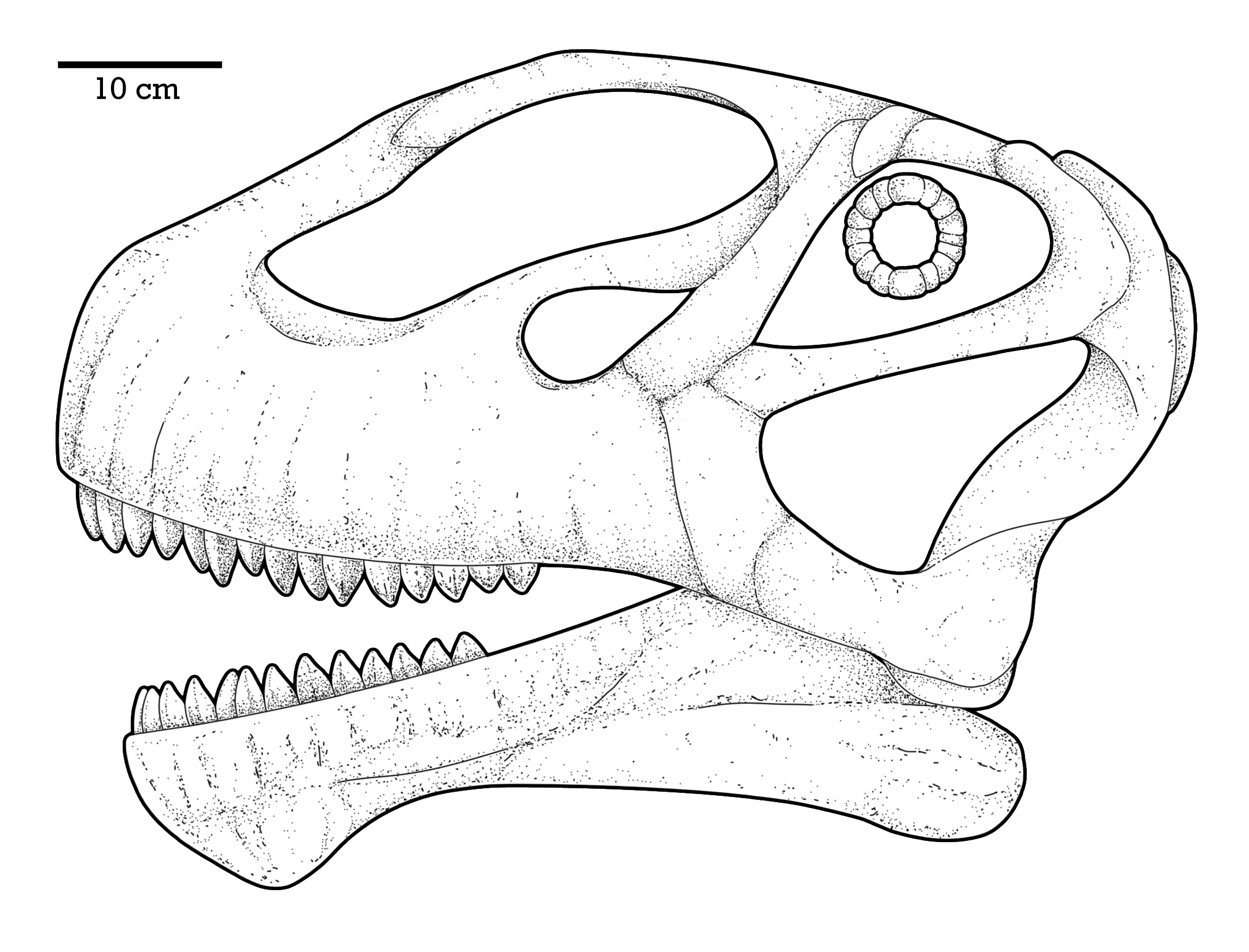
米耶拉龍的頭骨

圖里亞龍類最初是由拉斐爾·羅約托雷斯（Rafael Royo-Torres）等人於2006年建立，以包含圖里亞龍、洛西亞龍和加爾瓦龍，三屬都發現於西班牙的阿爾索維斯波村組（Villar del Arzobispo Formation）（提通階至貝里亞階）。
圖里亞龍類由敘述者定義成：真蜥腳類之中，親緣關係接近圖里亞龍，而離薩爾塔龍較遠的所有物種。
羅約托雷斯等人（2006; 1927）的針對33個物種與309個特徵的親緣分支分類法研究，顯示出圖里亞龍類位於新蜥腳類之外，並構成一個單系群。這個演化支可從以下特徵來辨別：擁有垂直神經棘、背椎缺乏脊前板（Prespinal laminae）與脊後板（Postspinal laminae）、肩胛骨缺乏肩峰突、肱骨擁有明顯的三角嵴（Deltopectoral crest）、肱骨近端的中度偏轉、以及尺骨尾端的明顯垂直棱線。

## 古生物地理學
羅約托雷斯等人假設圖里亞龍類可能起源於歐洲的真蜥腳類輻射演化。
最初圖里亞龍類被認為分布侷限於歐洲，包含西班牙的圖里亞龍、洛西亞龍、加爾瓦龍、葡萄牙的茲必龍、以及三個根據牙齒建立的屬新牙龍（法國）、央齒龍（英格蘭）和武裝龍屬（英格蘭）。但後來其他歸入的物種分別來自北美洲（米耶拉龍、摩押龍）和非洲（亞特拉斯龍、湯達鳩龍、納林達龍）。
最近在法國西部夏朗德省挖出了一種非常大型的圖里亞龍類遺骸，尚未正式鑑定。在白堊紀早期英格蘭威爾登群（Wealden Group）的一個未知地點也報導了圖里亞龍類的未定材料，包含單一脊椎骨。

## 分類
圖里亞龍類証實巨大體型的演化，並不僅限於新蜥腳類（例如梁龍超科與泰坦巨龍類），至少有一個基礎蜥腳類支系也曾獨立演化出巨大體型。
2009年羅第奎曾提出洛西亞龍和加爾瓦龍都不是圖里亞龍類。但之後加斯可（2009）和羅約托雷斯等人（2009）則分別支持了圖里亞龍類的有效性。

## 外部連結
- Las huellas de Dinosaurios del Levante Ibérico （页面存档备份，存于）